# Szczepkowo (Krzykosy)
Szczepkowo – nieoficjalny przysiółek wsi Krzykosy w Polsce położona w województwie pomorskim, w powiecie kwidzyńskim, w gminie Gardeja.
W latach 1975–1998 miejscowość administracyjnie należała do województwa elbląskiego.
Inne miejscowości o nazwie Szczepkowo: Szczepkowo